# Casa de la Panadería

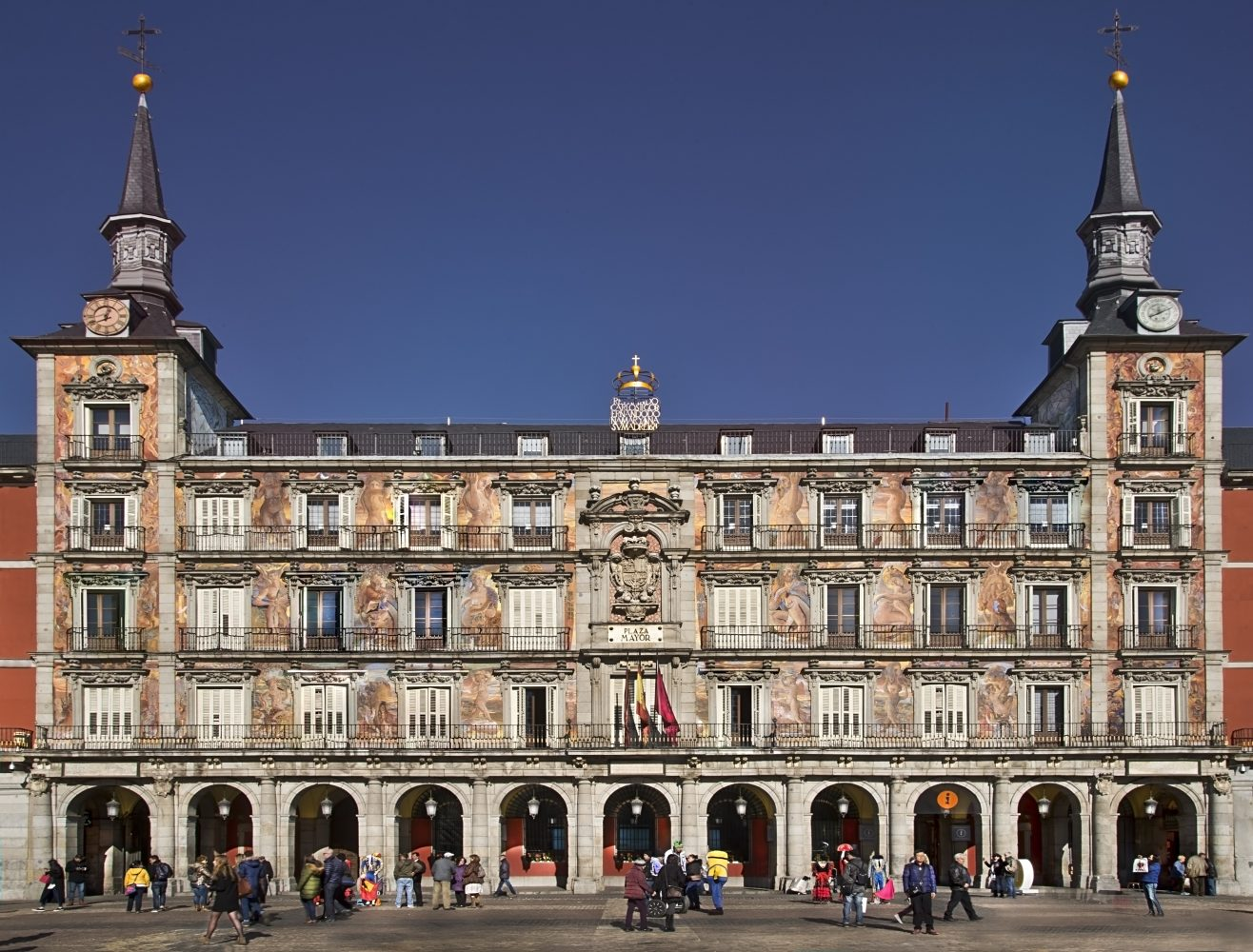
Die Casa de la Panadería an der Plaza Mayor von Madrid

Die Casa de la Panadería ist das markanteste Gebäude an der Nordseite der Plaza Mayor in Madrid. Die Mitte der Südseite wird hingegen markiert von der architektonisch nahezu gleichgestalteten, jedoch etwas später gebauten und nicht bemalten Casa de la Carnicería.

## Geschichte
Der exakte Baubeginn ist umstritten (eventuell bereits 1590); das Jahr der Fertigstellung ist dagegen auf einer Plakette vermerkt (1619). Eine zweite Plakette erwähnt einen Brand im Jahre 1672, dessen immense Schäden jedoch innerhalb von 17 Monaten behoben waren, so dass für das Ende der Restaurierungsmaßnahme das Jahr 1674 anzunehmen ist. Im Rahmen der Restaurierung wurde die Fassade mit Fresken bemalt, die im Jahre 1914 erneuert wurden; in den Jahren 1988–1992 wurden diese mit mythologischen Figuren (Kybele, Proserpina, Bacchus etc.) übermalt, die entfernt mit der Stadtgeschichte Madrids in Verbindung stehen.

## Funktion
Ursprünglich beherbergte das Erdgeschoss des Gebäudes die wichtigste Bäckerei des alten Madrid; aufgrund der davon ausgehenden hohen Brandgefahr wurden die Räume später als öffentliche (Eich-)Waage genutzt, wo auch Längenmaße miteinander verglichen werden konnten. Im 18. und 19. Jahrhundert wurde hier zunächst die Real Academia de Bellas Artes de San Fernando untergebracht, später dann die Real Academia de la Historia. Ende des 19. Jahrhunderts übernahm der Bau Teile des Stadtarchivs. Mittlerweile dient das Gebäude dem spanischen Tourismusverband; im Erdgeschoss befindet sich ein Informationsbüro.

## Architektur

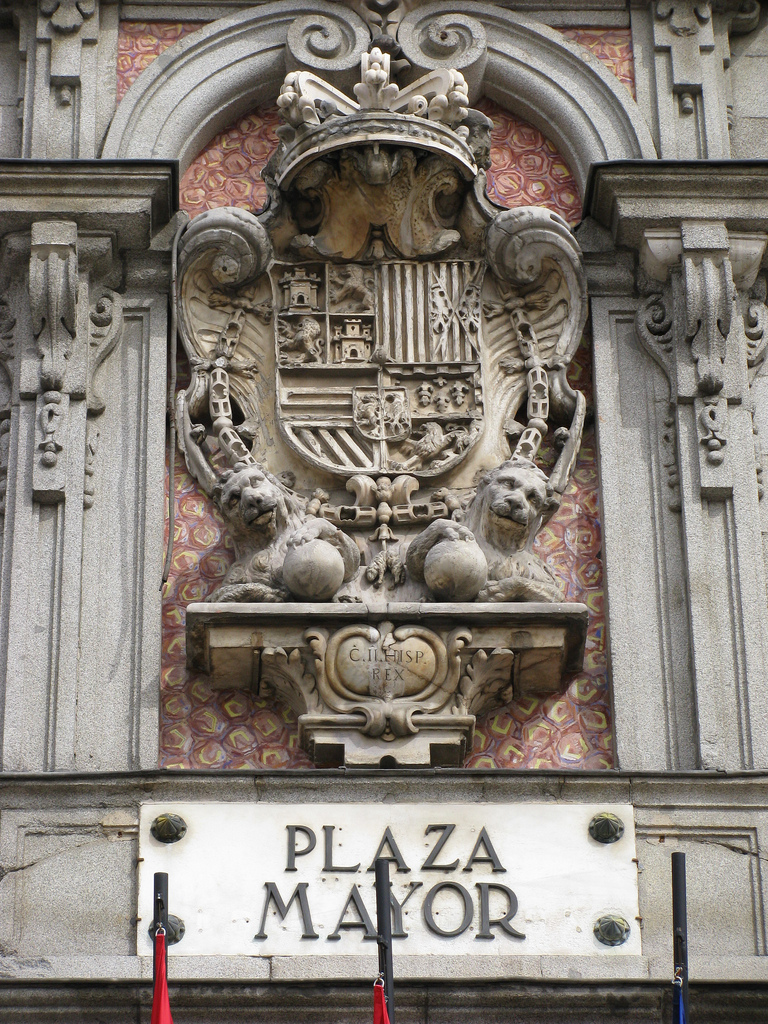
Wappenschild und Fenster

Als ausführender Architekt der Plaza Mayor und der Casa de la Panadería wird Juan Gómez de Mora genannt, der nach dem Tod seines berühmten Onkels Francisco de Mora (1610) die Arbeiten übernahm. Die viergeschossige Architektur mit ihren Ecktürmchen orientiert sich am Alcázar von Toledo, der jedoch – als Einzelbau und aufgrund seiner exponierten Lage – deutlich majestätischer erscheint. Anders als bei den benachbarten Häusern finden sich im Erdgeschoss Bogenarkaden. Die darüberliegenden Fenster sind aufwendig gerahmt und haben an ihrem Sturz ein Dekor aus hängenden Girlanden (Festons), das wahrscheinlich im Rahmen der Restaurierung (1672–74) hinzugefügt wurde, denn die ursprüngliche Architektur dürfte eher streng gewesen sein und stärker in der ornamentlosen Tradition des Herrera-Stils gestanden haben.
Über der mittleren Arkade prangt ein aufwändiges barockes Wappen aus der Zeit Karls II. (reg. 1665–1700), das auf zwei liegenden Löwen aufruht, die ihre Pranken auf (Erd-)Kugeln gelegt haben. Im oberen linken Feld findet sich das Wappen von Kastilien (Burg) und León (Löwe); rechts daneben die Wappen von Aragón (senkrechte Streifen) und Sizilien (senkrechte Streifen und Adler). Unten links erscheinen die schrägen Streifen von Burgund und die waagerechten von Brabant, daneben die Wappen von Flandern und Tirol. Das Ganze ist gerahmt von der Ordenskette des Ordens vom Goldenen Vlies; das Widderfell befindet sich genau zwischen den beiden Löwen.